# Beneš-Mráz
A Beneš-Mráz, teljes nevén inž. P. Beneš a inž. J. Mráz, továrna na letadla csehszlovák repülőgépgyár volt, amely a Pardubicei kerületben található Choceňben működött. A második világháború után államosították, majd 1955-ben átnevezték Orličan n. p.-re

## Története
A repülőgépgyárat 1935. április 1-jén alapította Pavel Beneš repülőgép-tervező és Jaroslav Mráz üzletember azzal a céllal, hogy saját terveken alapuló könnyű repülőgépeket gyártsanak. Beneš korábban az Avia repülőgépgyárban, majd a ČKD-Praga repülőgépgyártó részlegénél dolgozott. A gyár tevékenységére jelentős hatással voltak még Zdeněk Rublič és Jan Kryšpín repülőgép-tervezők.
1935-ös létrehozásától az 1939-es német megszállásig a gyár által kifejlesztett 14 repülőgéptípusból 245 darabot készítettek összesen. A gépek a tervező, Beneš nevének rövidítéséből származó Be típusjelzést viselték.  A gyár első projektje a Be–60 Bestiola könnyű túrarepülőgép volt, amely felsőszárnyas elrendezésével jelentősen eltér a későbbi típusoktól. Ugyancsak 1935-ben készült el a Be–50 Beta-Minor könnyű sportrepülőgép, amelynek a következő években számos továbbfejlesztett változata jelent meg.
A német megszállás után a gyár német ellenőrzés alá került. Ekkor távozott a cégtől az az addigi főkonstruktőr, Pavel  Beneš, akinek az utóda a korábban mellette dolgozó  Zdeněk Rublič lett. A cégnevet csehül  Ing. J. Mráz, továrna na letadla, németül  Ing. J. Mráz, Flugzeugfabrik névre változtatták. A második világháború alatt a cég német típusokat gyártott. A termelés olyan mértékben felfutott, hogy a szlovákiai Nyitrán a katonai repülőtéren  Jaroslav Mráz egy fióküzemet is nyitott. Kezdetben a DFS Kranich II iskola-vitorlázógépet gyártották, amelyet a Luftwaffe nagy mennyiségben használt a pilótaképzésben. A gyár ebből a vitorlázóból a háború alatt 1620 darabot épített. A Kranich II részegységeinek gyártása több kisebb kisegítő üzemben (Vysoké Mýto és  Holice városokban), valamint bútorgyárakban is zajlott.  Emellett kis darabszámban, összesen 13 példányban gyártottak a Mráz cégnél DFS 320 deszant vitorlázó repülőgépet is. A világháború után a Kranich II gyártása  VT–52 Jeřáb típusjelzés alatt folytatódott.
A Mráz repülőgépgyár egyetlen saját tervezésű gépe a háború alatt a Mráz Zobor I volt, amelyet Zdeněk Rublič tervezett Nyitrán, ahová a fióküzem irányítása miatt küldték.  A típusból 10 darabot építettek Nyitrán, a gépek többségét a szlovák légierő kapta meg.
1943-ban, amikor a Fieseler gyár elkezdte a Bf 109 vadászrepülőgépek gyártását, a Fi 156 Storch könnyű futárrepülőgép sorozatgyártását áttelepítették más repülőgyárakba, így ekkor kezdődött el a típus előállítása a Mráz repülőgépgyárban is. Choceňben a C–7 változatból 32 darabot, a D–2 változatból 46-t építettek, így összesen 78 darab Fi 156 készült a Mráznál. Annak köszönhetően, hogy a gyárnál rendelkezésre állt a Fi 156 teljes gyártási dokumentációja, a második világháború után K–65 Čáp névvel tovább folyt a típus sorozatgyártása. Ennek 1949-ig beszüntetéséig 138 darab Čáp készült el. (Egy csehszlovák gyártású Čáp Magyarországon is üzemelt a légierőnél 1949–1952 között.)
A második világháború után, 1946-ban készült el az M–1 Sokol  könnyű sportrepülőgép, amelyet Zdeněk Rublič még a német megszállás alatt titokban kezdett el tervezni. A gép a Nyitrai üzemben gyártott Zobor I konstrukcióján alapul. Ebből a típusból 287 darabot építettek, így a Mráz repülőgépgyár legnagyobb sorozatban gyártott gépe lett. Közben, a háború után a gyárat államosították. 1946-ban pedig a repülőgépgyártás mellett egy új ágazat, a közúti járműgyártás is megjelent a cégnél, amelyet az Autógyártó Nemzeti Vállalat 7. sz. gyárára (Automobilové závody n.p., závod 7) neveztek át. A cég ekkor kezdte el a tehergépkocsikhoz hűtőkocsik (pótkocsik, felépítmények) gyártását. 1948-ig még két további Mráz modell jelent meg, az M–2 Skaut és a mindössze egy példányban elkészült M–3 Bonzo. Mindkét gépet Zdeněk Rublič tervezte.
Az 1940-es évek végére a Mráz repülőgépgyár lényegében elveszítette eredeti identitását. 1948 szeptemberében létrehozták a csehszlovák repülőgépipari cégeket összefogó egységes állami vállalatot, a LET Repülőgépgyárak nemzeti vállalatot (LET – Letecké závody n.p.). A choceňi repülőgépgyár is a LET kötelékébe került és ennek a 8. sz. gyártóüzeme lett. 1950-ben megszüntették a LET állami vállalatot, a choceňi gyár előbb  (1950–1953 között) a Let, majd 1955–1955 között az Avia repülőgépgyár  üzeme lett. Az 1950-es évek elején az Aero repülőgépgyár a védelmi minisztérium pályázata alapján elkezdte egy új könnyű futárrepülőgép fejlesztését, amelyet a kiöregedett K–65 Čáp leváltására szántak. Ez lett a későbbi L–60 Brigadýr, amelynek a fejlesztési projektje az Aero repülőgépgyártól kapacitásproblémák miatt átkerült a choceňi üzembe, ahol 1953-ban a tervezést és fejlesztést már Zdeněk Rublič irányításával fejezték be az időközben elhunyt előzőt tervező, Ondřej Němec helyett. A gép gyártása 1955-ben indult el, amikor a gyárat is átnevezték Orličan nemzeti vállalatra. 1959-ben az L–60 és az L–40 Meta-Sokol sorozatgyártásának befejezésével véget ért a motoros repülőgépek korszaka a gyárban. Ezt követően a hűtőpótkocsikat előállító járműipari részleg lett a domináns ágazat a cégnél, a repülőgépgyártásból csak a vitorlázó repülőgépek (VT–116 Orlík II, VSO–10 Gradient) maradtak, de ezen a téren továbbra is jelentős gyártónak számított.

## Elnevezései

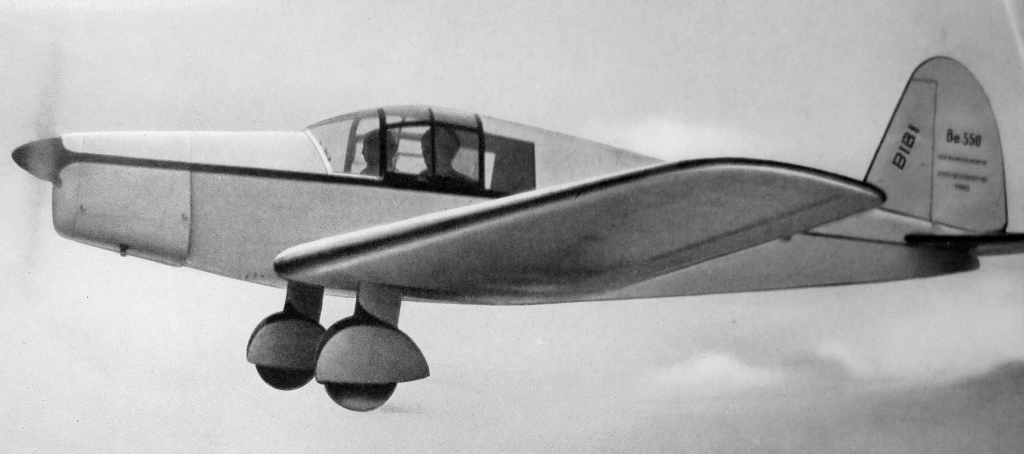
Be–550 Bibi

- 1935–1939: Ing. P. Beneš, ing. J. Mráz, továrna na letadla
- 1939–1946: Ing. J. Mráz, továrna na letadla (Ing. J. Mráz, Flugzeugfabrik)
- 1946–1948: Automobilové závody (AZ) n.p., závod 7
- 1948–1949: LET – Letecké závody n.p., závod 8
- 1950–1953: Let n.p., výrobna č.03
- 1953–1955: Avia n.p., závod Choceň
- 1955–1990: Orličan n.p.
- 1991–2010: Orličan, a.s.

## Gyártmányai
- Be–50 Beta-Minor (1935)
- Be–51 (1937)
- Be–52 Beta Major (1936)
- Be–53
- Be–56 (1936)
- Be–60 Bestiola (1935)
- Be–150 Beta Junior (1936)
- Be–156 (1935)
- Be–250 Beta Major (1936)
- Be–251 (1938)
- Be–252 Beta-Scolar (1937)
- Be–352(1939, csak terv)
- Be–501
- Be–502
- Be–550 Bibi (1936)
- Be–555 Super Bibi (1938)
- Mráz Zobor I (1943)

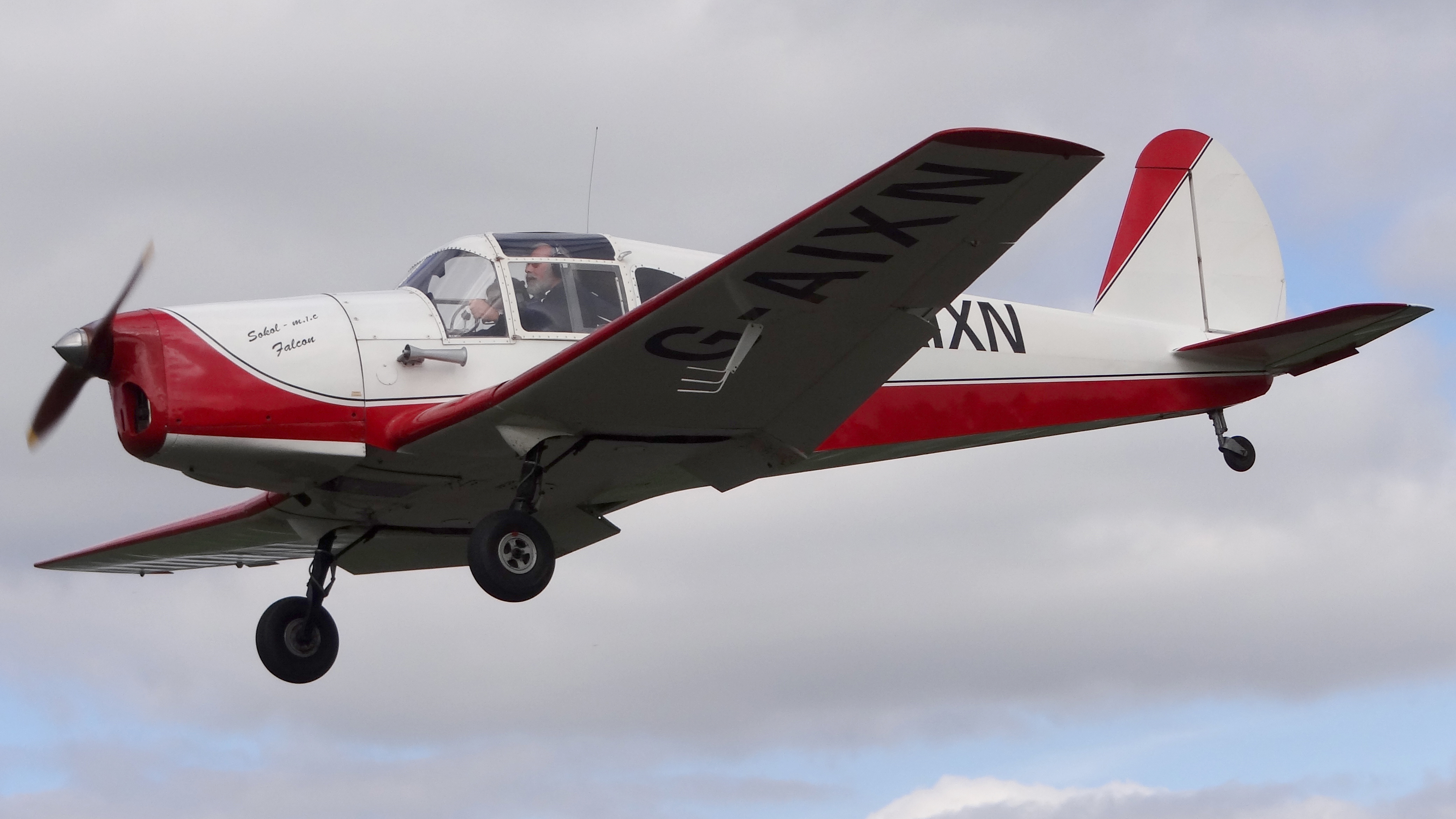
A cég világháború utáni első, és egyik legsikeresebb típusa, az M–1 Sokol

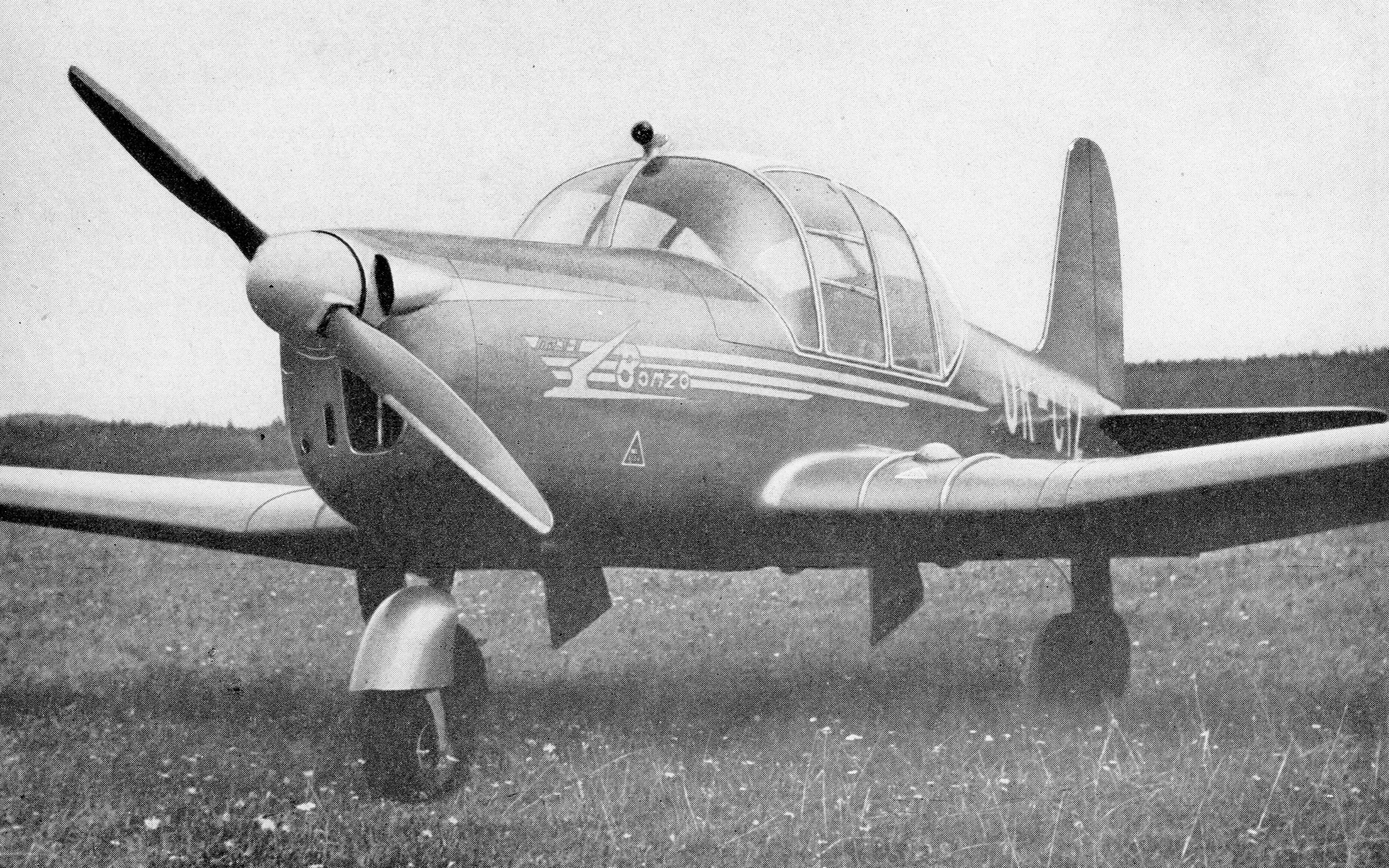
Mráz M–3 Bonzo

- K–65 Čáp (a Fieseler Fi 156 másolata)
- M–1 Sokol (1946)
- M–2 Skaut (1948)
- M–3 Bonzo (1948)